# Piémont Vosgien
Piémont Vosgien este o arie protejată (arie de protecție specială avifaunistică — SPA) din Franța întinsă pe o suprafață de 4.701 ha, integral pe uscat.

## Localizare
Centrul sitului Piémont Vosgien este situat la coordonatele 47°44′28″N 6°54′40″E / 47.74111°N 6.91111°E.

## Înființare
Situl Piémont Vosgien a fost declarat arie de protecție specială avifaunistică în baza directivei 79/409 din 1979 referitoare la conservarea păsărilor sălbatice pentru a proteja 13 specii de animale.

## Biodiversitate
Situată în ecoregiunea continentală, aria protejată nu include niciun habitat protejat.
La baza desemnării sitului se află mai multe specii protejate de  păsări (13): minunița (Aegolius funereus), pescăruș albastru (Alcedo atthis), rața moțată (Aythya fuligula), cocoșul de mesteacăn (Bonasa bonasia), ciocănitoarea de stejar (Dendrocopos medius), ciocănitoare neagră (Dryocopus martius), șoim călător (Falco peregrinus), ciuvică (Glaucidium passerinum), sfrâncioc roșiatic (Lanius collurio), gaia neagră (Milvus migrans), gaia roșie (Milvus milvus), viespar (Pernis apivorus), ciocănitoare verzuie (Picus canus).
Pe lângă speciile protejate, pe teritoriul sitului au mai fost identificate 10 specii de păsări.